# Gott mit uns
Gott mit uns (njem. Bog s nama) je izraz koji se obično povezuje s njemačkom vojskom od Njemačkog Carstva pa sve do kraja Trećeg Reicha, iako su njegovi povijesni početci mnogo stariji, te ih se u konačnici može pratiti sve do hebrejskog izraza Immanuel iz Biblije. Slogan Ruskog Carstva također je bio identičan tome.

## Galerija
- Grb Fridriha I. Pruskog
- Red Krune (Prusija)
- Grb Njemačkog Carstva 1871.
- Grb Slobodne Države Prusije (1933.–1935.)
- Pruska kopča za pojas iz 1. svj. rata
- Wehrmachtova kopča za pojas (2. svj. rat)